# Vanina Ruhlmann-Kleider
Vanina Ruhlmann-Kleider est une physicienne française. Elle a reçu la médaille d'argent du CNRS en 2003 pour ses travaux auprès du grand collisionneur électron-positron.